# Caso Melendez-Diaz v. Massachusetts
Melendez-Diaz v. Massachusetts , 557 US 305 (2009),  é um caso da Suprema Corte dos Estados Unidos em que o Tribunal considerou que era uma violação do direito de confrontação da Sexta Emenda para um promotor apresentar um relatório de teste de drogas químicas sem o testemunho do pessoa que realizou o teste.  Embora o tribunal tenha decidido que a prática comum  de apresentar esses relatórios sem depoimento era inconstitucional, também considerou que os chamados estatutos de "notificação e demanda" são constitucionais. Um estado não violaria a Constituição por meio de um estatuto de "notificação e demanda" ao colocar o réu em alerta de que a promotoria apresentaria um relatório de teste de drogas químicas sem o depoimento do cientista e também dando ao réu tempo suficiente para levantar um objeção. 

## fundo
Em 2001, a polícia de Boston recebeu informações de um informante sobre atividades suspeitas em uma loja Kmart . O informante afirmou que um funcionário recebia repetidamente ligações no trabalho, após as quais deixava a loja, entrava em um sedã azul e voltava alguns minutos depois. A polícia montou vigilância e testemunhou a ocorrência dessa atividade. A polícia deteve e revistou o funcionário, encontrando quatro sacos plásticos transparentes contendo uma substância em pó branco, supostamente cocaína . A polícia deteve e revistou os passageiros do sedã azul, incluindo Luis Melendez-Diaz, e os transportou para a sede da polícia em um carro da polícia. Durante a viagem, a polícia observou os presos se remexendo e fazendo movimentos furtivos. Ao chegar à delegacia, a polícia vasculhou o interior da viatura e encontrou 19 sacolas plásticas menores contendo um pó branco, novamente alegado como cocaína. De acordo com a lei de Massachusetts, a polícia submeteu todo suposto contrabando para testes químicos . Melendez-Diaz foi acusado de distribuição e tráfico de drogas de cocaína em uma quantidade entre 14 e 28 gramas de acordo com a Lei de Substâncias Controladas de Massachusetts,  um crime punível com pelo menos três anos de prisão. 
No julgamento, a promotoria colocou como evidência as sacolas apreendidas do carro da polícia. Também apresentou três "certificados de análise" ou declarações mostrando os resultados da análise forense realizada em amostras do pó branco apreendido. Os depoimentos informavam o peso das sacolas apreendidas e afirmavam que a substância encontrada era cocaína. As declarações foram juramentadas perante um tabelião público de acordo com a lei de Massachusetts.  Melendez-Diaz se opôs à sua admissão, afirmando que a decisão da Suprema Corte em Crawford v. Washington exigiu que o analista forense testemunhasse pessoalmente. O tribunal rejeitou a objeção e admitiu os depoimentos como evidência prima facie da presença positiva de narcóticos. 
Um julgamento com júri considerou Melendez-Diaz culpado. Ele recorreu, alegando, inter alia, que a admissão das declarações violava seu direito da Sexta Emenda de ser confrontado por aquelas testemunhas que testemunhariam contra ele. O Tribunal de Apelações de Massachusetts rejeitou a reclamação sob o precedente de Massachusetts, que sustentava que a admissão dessas declarações não violava a cláusula de Confronto.  O Supremo Tribunal Judicial de Massachusetts negou revisão. 
Melendez-Diaz então apelou para a Suprema Corte dos Estados Unidos, que concedeu o certiorari . 

## Argumentos orais
O caso foi defendido por Jeffrey L. Fisher em nome de Melendez-Diaz e Martha Coakley em nome de Massachusetts.  Ambos os advogados concentraram sua atenção no juiz Kennedy, o 'voto decisivo' do Tribunal, em seus argumentos. 

## Parecer do Tribunal
A juíza Scalia emitiu a opinião da Corte na qual os juízes Stevens, Souter, Thomas e Ginsburg aderiram. O juiz Thomas apresentou uma opinião concordante. O juiz Kennedy apresentou uma opinião divergente, na qual o presidente do tribunal Roberts, o juiz Breyer e o juiz Alito se juntaram.
A Corte enfatizou que sua decisão era uma continuação, mas pouco mais do que uma aplicação de sua decisão em Crawford v. Washington (2004). 

### Depoimentos
O Tribunal considerou que as certidões constituíam prova testemunhal, ou seja, foram preparadas para efeitos de um julgamento criminal posterior. Citando Crawford v. Washington, o depoimento de uma testemunha é inadmissível, a menos que ela apareça no julgamento, ou se não estiver disponível, o tribunal deu ao réu a oportunidade de interrogar a testemunha. O tribunal reiterou a classe não exclusiva de declarações que são de natureza testemunhal: 
Existem várias formulações desta classe básica de declarações testemunhais: depoimento ex parte no tribunal ou seu equivalente funcional, isto é, material como depoimentos, exames de custódia, testemunho anterior de que o réu foi incapaz de interrogar ou declarações pré-julgamento semelhantes que os declarantes esperaria razoavelmente ser usado em processo judicial. 541 US 36, 51-52 (ênfase adicionada).
O Tribunal constatou que o analista forense que testou a substância contrabandeada e denunciou tratar-se de cocaína foi testemunha para efeito da Cláusula de Confronto. Como o tribunal de primeira instância não deu a Melendez-Diaz a oportunidade de interrogar o analista, seu direito de confronto foi violado.

### Declarações de teste químico
O Tribunal rejeitou o argumento de Massachusetts de que os relatórios do analista não eram acusatórios. O entrevistado argumentou que os relatórios não eram acusatórios porque não implicavam o arguido apenas num crime, mas apenas quando tomados em conjunto com outras provas que ligassem o arguido ao contrabando. O Tribunal rejeitou este argumento observando que os relatórios provaram ser um elemento essencial do crime. A Corte citou Estados Unidos v. Kirby (1899). Em Kirby, o Réu foi acusado de receber bens roubados . As provas controvertidas provam apenas que o bem foi roubado, mas não o outro elemento essencial do crime, que Kirby o recebeu. O Tribunal observou que a decisão Kirby fazia parte de uma regra estabelecida há muito tempo que as provas que provam apenas um elemento essencial de um crime são acusatórias para os fins da Cláusula de Confronto. 

### Analistas científicos
O Tribunal observou que a Cláusula de Confronto cria dois tipos de testemunhas: aquelas a quem a acusação é obrigada a convocar e aquelas a quem a defesa tem o poder discricionário de convocar. O Tribunal rejeitou o argumento de que o analista não era uma testemunha convencional porque ele ou ela registrou os resultados imediatos de um teste químico, em vez de relembrar um evento histórico. Mesmo que a evidência possa ser tão contemporânea que atenda à presente exceção de impressão dos sentidos à regra de boatos, pode, no entanto, ser uma violação da Cláusula de Confronto. A Corte se referiu ao caso anexo Davis v. Washington, onde decidiu que as declarações feitas à polícia imediatamente após um incidente de violência doméstica eram "não testemunhais" e parte de uma "emergência em curso" e, portanto, admissíveis. 

### Evidência científica
O Tribunal rejeitou o argumento de que a natureza neutra e especialmente confiável do teste químico forense o excluiria do requisito de confronto. Isso teria sido um retorno ao raciocínio da decisão anulada em Ohio v. Roberts .  Roberts sustentou que certos testemunhos fora do tribunal que tinham "garantias particulares de confiabilidade" não violariam a Cláusula de Confronto. Além disso, o Tribunal observou que "as provas forenses não são exclusivamente imunes ao risco de manipulação." Ele citou um estudo de laboratórios forenses onde os analistas registravam falsamente os resultados de testes nunca realizados devido ao alto volume de demandas da aplicação da lei. A Corte considerou que uma oportunidade de confronto daria à testemunha forense a oportunidade de se retratar de um relatório previamente falsificado. O tribunal citou um estudo específico em que o testemunho forense inválido contribuiu para uma falsa condenação em 60% dos casos em que os réus haviam obtido a exoneração. 

### Declarações forenses
O Tribunal rejeitou a alegação de Massachusetts de que os depoimentos forenses atendiam à exceção de registros comerciais à regra de boatos.  Um documento comercial será inadmissível sob a exceção quando "calculado para uso essencialmente no tribunal, não no negócio".  O Tribunal analisou a estreita exceção de um certificado de escriturário autenticando registros oficiais. Este certificado era limitado, pois só podia reivindicar a autenticidade do registro como oficial, mas nada dizia sobre seu conteúdo. O Tribunal estabeleceu uma distinção entre esta exceção e o caso que lhe foi submetido. O analista forense estava criando um registro, enquanto o escrivão autenticava um registro já existente. Por fim, explicou a relação entre a cláusula de confronto e a exceção de registros comerciais. Citando Crawford, o tribunal declarou que a maioria dos registros comerciais escapará ao escrutínio da Sexta Emenda não porque atendam à exceção à regra de boato, mas porque não são de natureza testemunhal. Um registro preparado no curso normal dos negócios não terá necessariamente sido criado com a finalidade de provar um fato em julgamento. 

### Cláusula de Confronto
O Tribunal fez uma distinção entre a Cláusula de Processo Obrigatório e a Cláusula de Confronto . Ainda que Melendez-Diaz tenha tido a oportunidade de chamar o analista forense como testemunha por sua opção, isso não substituiu as proteções do direito de confronto. Isso mudaria o ônus de produzir testemunhas adversas para o réu, e não para a acusação. O Tribunal concordou com o cenário proposto pelo peticionário: que a acusação apresentasse depoimentos ao juiz ex parte e aguardasse a defesa para intimação por ele escolhida. 
Finalmente, o Tribunal abordou o argumento proposto pelo Massachusetts e os amici de que uma decisão do peticionário representaria um ônus substancial para os tribunais.  O Tribunal tranquilizou os inquiridos que "o céu [que] não cair." Observou que vários estados já aprovaram estatutos constitucionais que atendem aos requisitos da Cláusula de Confronto. Especificamente, o Tribunal considerou que os chamados estatutos de "notificação e demanda" exigem que a acusação forneça um aviso ao réu de sua intenção de usar o relatório de um analista como prova no julgamento, após o qual o réu recebe um período de tempo em que ele pode se opor à admissão das provas na ausência do comparecimento do analista ao vivo no julgamento "e que estas seriam constitucionais. Esses estatutos não são uma mudança de carga, mas apenas exigem que a defesa invoque uma objeção antes do julgamento. Os estatutos de notificação e demanda são procedimentais e apenas regulam o momento das objeções. O Tribunal também tomou nota da prática usual dos advogados de defesa de estipular os resultados das análises de drogas como uma questão de estratégia do julgamento (por exemplo, não desejando chamar a atenção para a certeza dos resultados ou atrair a ira do juiz). Raciocinou que a prática continuaria e os encargos previstos pelos dissidentes e amici para o réu não se materializariam. O Tribunal destacou que os requisitos da Cláusula de Confronto são "vinculativos" e não devem ser descumpridos. 